# Boca del Pao (paroisse civile)
Pour les articles homonymes, voir Boca del Pao.
Boca del Pao est l'une des cinq divisions territoriales et statistiques dont l'une des quatre paroisses civiles de la municipalité de Francisco de Miranda dans l'État d'Anzoátegui au Venezuela. Sa capitale est Boca del Pao.

## Géographie

### Démographie
Hormis sa capitale Boca del Pao, la paroisse civile possède plusieurs localités dont :
- Boca del Pao
- El Potrero
- La Bocaina
- Mulatalito
- Pueblo Viejo